# Valldemossa
Valldemossa (trong tiếng Catalan) hay Valldemosa (trong tiếng Tây Ban Nha) là một đô thị trên đảo Mallorca, thuộc quần đảo Baleares, Tây Ban Nha.

## Lịch sử

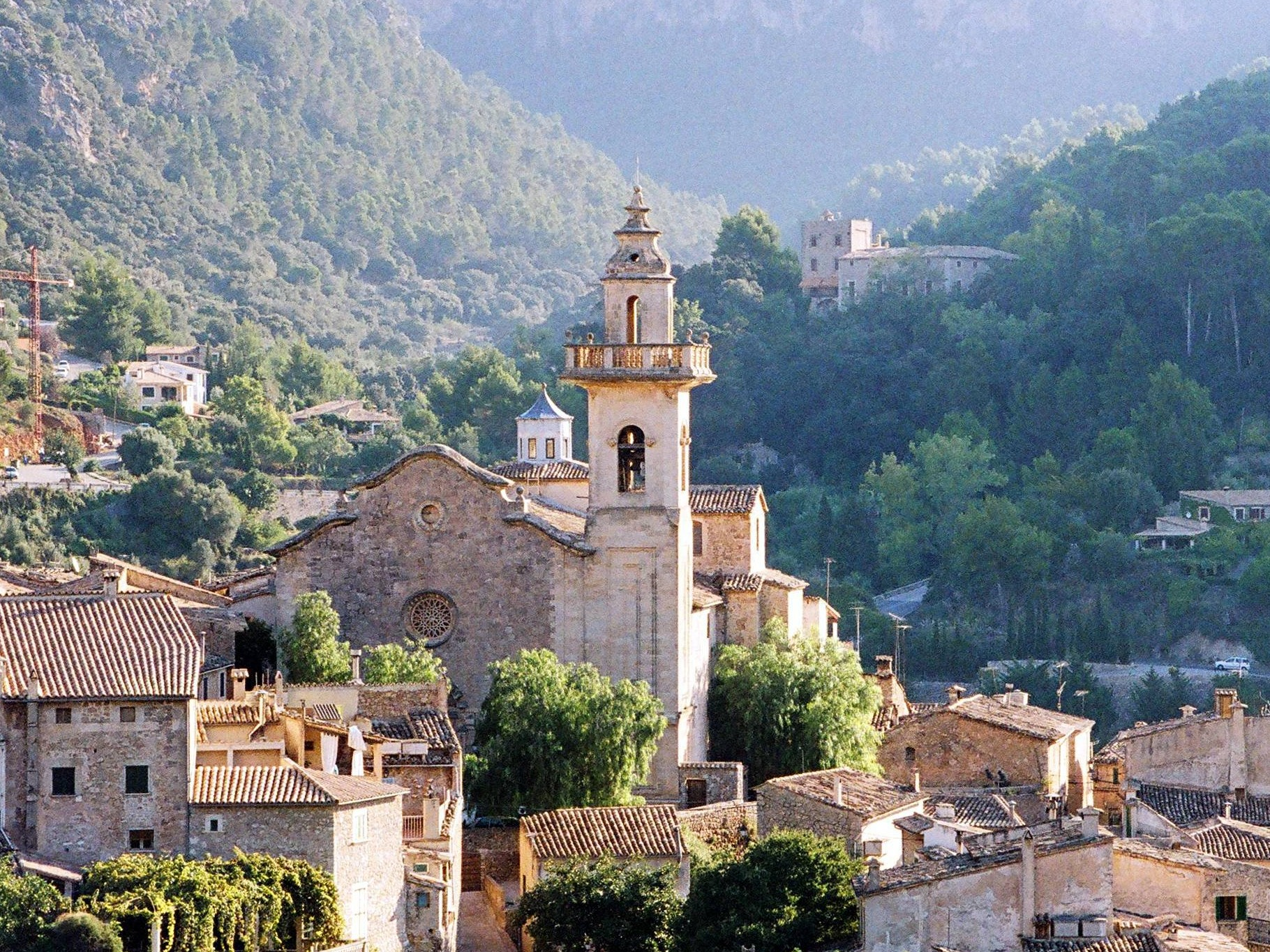
Valldemossa

Các vị vua Mallorca ưa thích khí hậu ở đây vào mùa hè. 
Vua Jaume II. cho xây ở đây một lâu đài, mà được con ông, mà cũng là người kế vị ông, Sancho I. cho xây rộng ra, vì ông ta hy vọng là có thể chữa được bệnh xuyễn của mình ở đây.

Tuy nhiên làng núi này được nhiều người biết tới do nhà soạn nhạc người Ba Lan Frédéric Chopin đã sống vào mùa đông 1838/39 ở đây với người tình của mình là văn sĩ người Pháp George Sand. Bà ta sau này đã thuật lại trong quyển sách Một mùa đông ở Mallorca, mà bà mô tả phong cảnh đẹp như tranh. Trong thời gian ở đó họ ở trong một nhà tu mà đã được xây vào năm 1399. Tuy nhiên họ chỉ ở được 2 tháng, bởi vì bệnh ho lao của Chopin trở nên trầm trọng.

Ở Valldemossa cũng có một trung tâm văn hóa Costa Nord, được hình thành theo sáng kiến của tài tử Michael Douglas. Ở đây người ta có thể tìm hiểu thêm về thiên nhiên của vùng núi Serra de Tramuntana, ở tây bắc đảo Mallorca, cũng như tham dự các hoạt động về văn hóa.
Những đặc sản của làng núi này là nước ngọt có vị quả hạnh và một loại bánh làm bằng khoai tây.

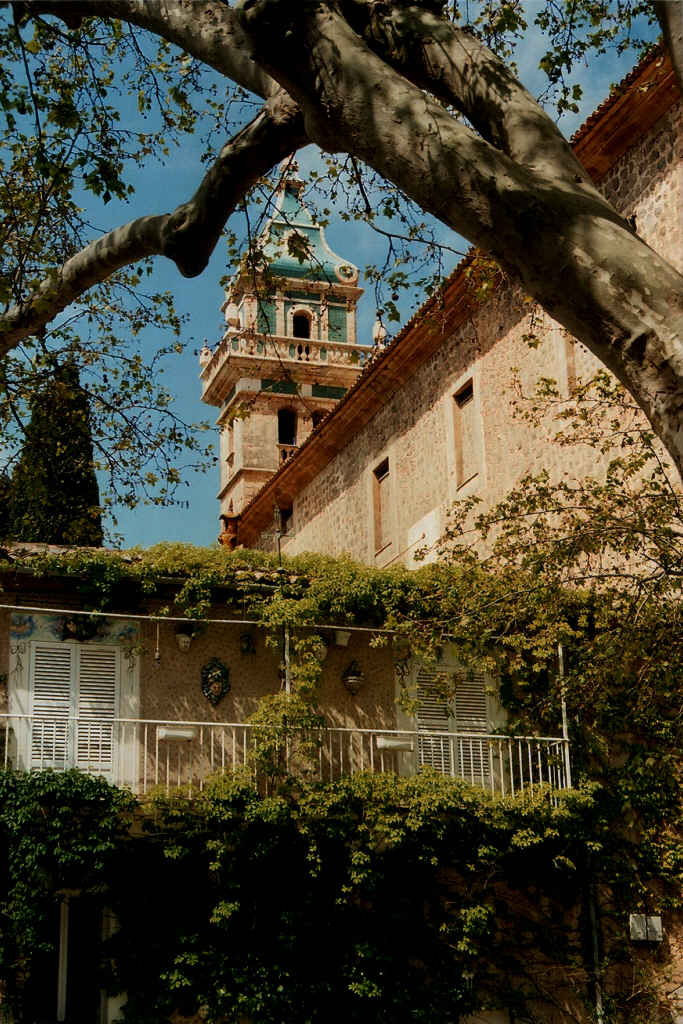
Nhà tu dòng Kartause
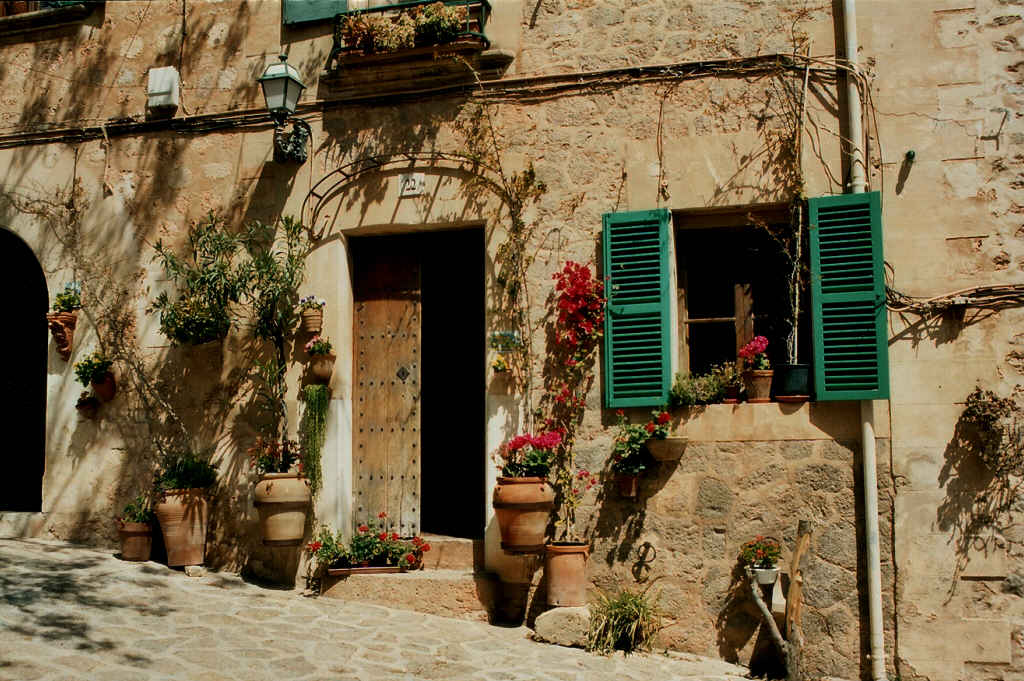
Bông hoa mọc dựa trên tường
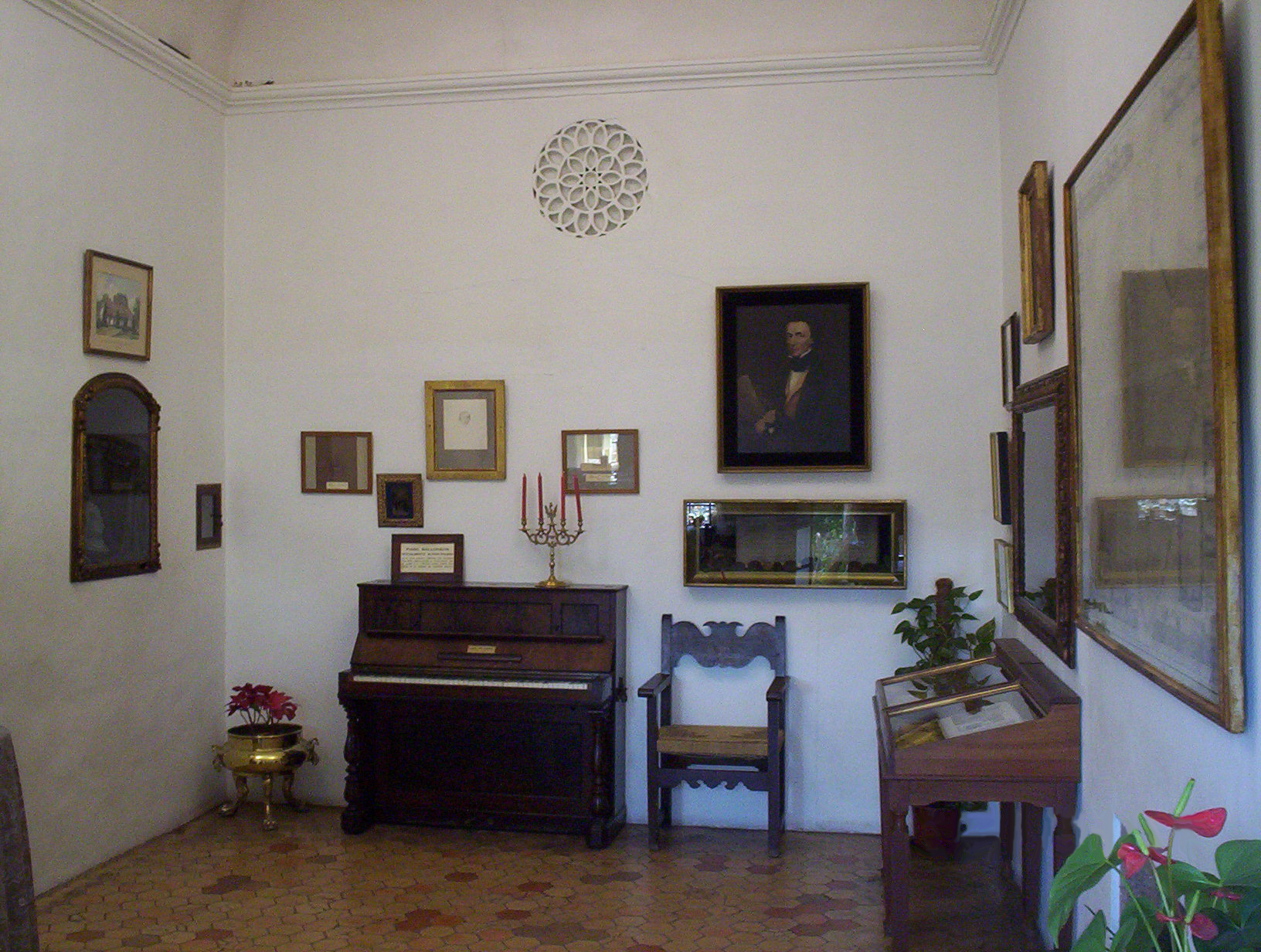
Dương cầm của Chopin được trưng bày trong tu viện
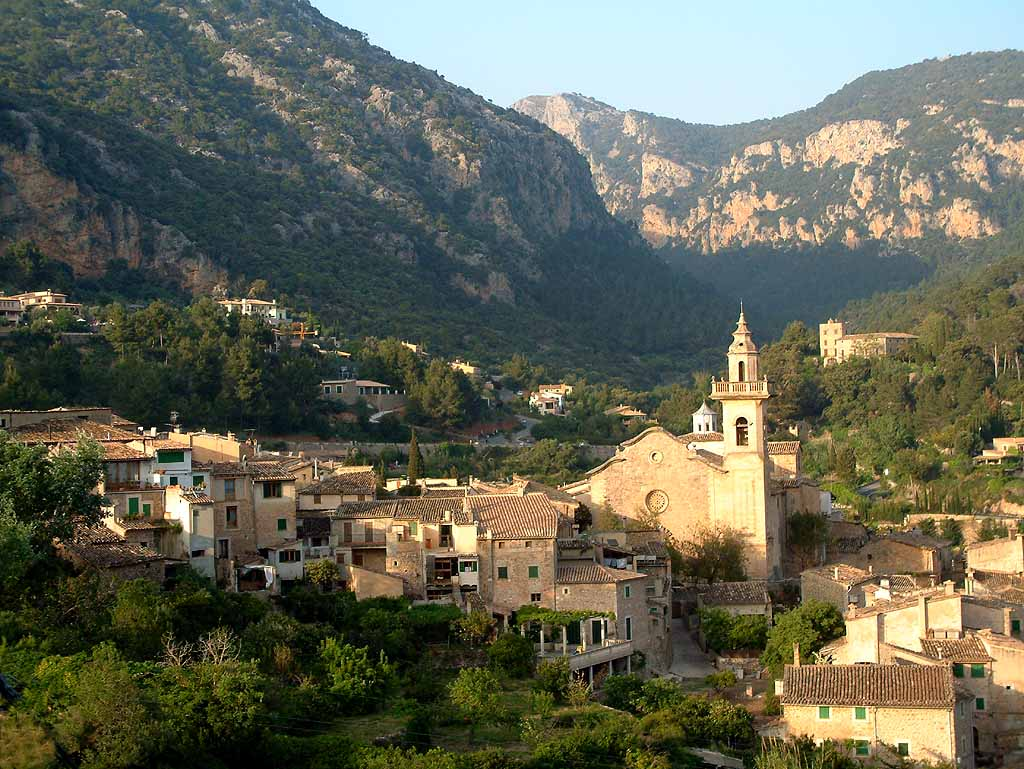
Valldemossa